# Marlothiella gummifera
Marlothiella gummifera là một loài thực vật có hoa thuộc họ Apiaceae.
Đây là loài đặc hữu của Namibia.
Môi trường sống tự nhiên của chúng là vùng nhiều đá và sa mạc lạnh.